# Philippe Normand
Philippe Normand, all'anagrafe Philippe Cantrel (8 aprile 1952 – Parigi, 24 gennaio 2013), è stato un attore e cantante francese.
È conosciuto in Italia grazie al telefilm d'avventura per ragazzi Il tesoro del castello senza nome (Les Galapiats), di Pierre Gaspard-Huit, serie per ragazzi, di produzione franco-belga-canadese-svizzera, famosa tra gli adolescenti dell'epoca, che riscosse fin dal principio un enorme successo.
Philippe recitava nel ruolo di Jean-Loup Grandier, uno dei giovani protagonisti. La serie, in 8 puntate, fu trasmessa su RaiUno la prima volta nel 1972, su RaiDue tra la fine del 1976 e i primi mesi del 1977, e su Italia 1 nel 1980.
Ha inciso dei dischi come cantante.
È morto il 24 gennaio 2013 a Parigi dopo una lunga malattia.

## Filmografia
- Valérie - (1974) film TV
- Les Galapiats - (1969) film TV
- Sainte Jeanne - (1969) film TV
- Les Oiseaux rares - (1969) film TV
- L'orgue fantastique - (1968) film TV
- La bête du Gévaudan - (1967) film TV
- Signé alouette - (1967) film TV
- Théâtre de la jeunesse: Les deux nigauds- (1966) film TV
- Anatole (1966) film TV

## Discografia
- Victoria
- Amour amour
- Tu dis des mots
- Du soleil dans la maison